# 2192 Pyatigoriya
2192 Pyatigoriya este un asteroid din centura principală, descoperit pe 18 aprilie 1972 de Tamara Smirnova.